# Haras de Dibrov
Le haras de Dibrov (n°62) est un haras d'Ukraine, créé en 1888 sur la commune de Dibrivka, dans le raïon de Myrhorod et l'oblast de Poltava. Il est l'un des plus anciens et des plus grands centres d'élevage de trotteurs en Ukraine.

## Histoire
Ce haras est aussi connu sous les noms de Dubrovsky ou Dibrovsky.

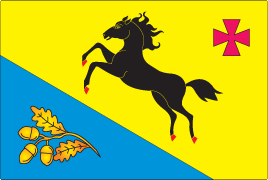
Blason de la ville avec l'importance des chevaux.

Sur les terres où ce haras a été construit plus tard, des chevaux sont élevés au moins depuis sa possession par les Kochubeys, et plus tard par les Ant-Apostles. Après plusieurs changements de propriétaires, le territoire est revenu au grand duc Dmitry Konstantinovich Romanov. Des écuries supplémentaires, des manèges et un hippodrome ont été construits. En 1889, des écoles de jockeys, de vétérinaires et d'autres spécialités apparentées sont ouvertes. L'expansion de l'infrastructure a créé les conditions favorables au développement de l'élevage de chevaux. Pendant la révolution de 1905-1907, en raison du non-respect des conditions d'augmentation des salaires des ouvriers, le bâtiment et les écuries de l'usine sont incendiés.
À l'époque soviétique, ce haras est considéré comme un chef de file du secteur du trot en général, et de la race du Trotteur d'Orlov en particulier. Depuis environ 2010, le haras rencontre des problèmes de fonctionnement.

## Architecture
Un ensemble de locaux résidentiels et industriels datés du XIXe siècle a été conservé.

## Chevaux élevés
Dans les années 1920, le haras de Dibrov héberge de petits chevaux de trait uniformes dans leur modèle, et donc des plus recherchés,,.
Il élève désormais des trotteurs et chevaux de trait de la race Novoalexandrovsk.